# Juliusz Słowacki
Juliusz Słowacki, AFI [ˈjuljuʂ swɔˈvat͡ski] (1809, Krzemieniec, Polònia - 1849, França) fou un poeta polonès.
Fill d'un professor universitari, Słowacki es va formar a Vilnius, actualment a Lituània, fins al 1829, quan va ingressar al Departament del Tresor de Varsòvia.
En esclatar la insurrecció de 1830, el govern provisional li va confiar una missió diplomàtica a Londres. Després del fracàs de la revolta, es va exiliar com molts dels seus compatriotes, a París, on va viure fins a la seva mort. Es va donar a conèixer amb els drames romàntics María Estuardo (1830), Kordian (1833) i Balladyna (1834). Entre les seves obres més representatives, cal citar el relat en prosa bíblica Anhelli (1837), els poemes lírics Beniowski (1840-1841) i Rei Esperit (1846-1849) i els drames El Pare Marc (1843) i El Somni de Plata de Salomé (1844).